# 前790年代
| 千纪： | 前1千纪 |
| 世纪： | 前9世纪 \| 前8世纪 \| 前7世纪                                                                              |
| 年代： | 前820年代 \| 前810年代 \| 前800年代 \| 前790年代 \| 前780年代 \| 前770年代 \| 前760年代                    |
| 年份： | 前799年 \| 前798年 \| 前797年 \| 前796年 \| 前795年 \| 前794年 \| 前793年 \| 前792年 \| 前791年 \| 前790年 |

## 重要事件及趋势
- 前797年，周宣王派军队攻打太原之戎，没有成功。
- 前796年，周宣王率军讨伐鲁国，杀死伯御，立鲁懿公的弟弟公子称为鲁国君主，为鲁孝公。经过此次事件周天子声望大减，诸侯多次违抗王命。
- 前792年，周宣王派军队征讨条戎、奔戎，战败。

## 重要人物
- 阿达德尼拉里三世：亞述國王。
- 周宣王：中國周朝天子。

## 出生
- 前795年：周幽王
- 前791年：褒姒

## 逝世
- 前796年：約阿施 (猶大)
- 前795年：齊成公
- 前792年：便哈達三世
- 前790年：約阿施 (以色列)